# جسم خارجی (فیلم)
جسم خارجی (لهستانی: Obce ciało) یک فیلم درام لهستانی به کارگردانی کشیشتف زانوسی است که در سال ۲۰۱۴ منتشر شد.

## گزیدهٔ بازیگران
- آگنیشکا گروخوفسکا
- آگاتا بوزک
- ورونیکا روساتی
- سواوومیر اوژخوفسکی
- چولپن خاماتووا
- استانیسواوا تسلینسکا
- ماچئی میکووایچیک
- کریستینا رودکوفسکا-اوله‌ویچ